# درخشش (فیلم ۲۰۰۱)
اکلیل (انگلیسی: Glitter) یک فیلم درام موزیکال عاشقانه آمریکایی در سال ۲۰۰۱ با بازی ماریا کری و خواننده رپ دا برت است که توسط کیت لانیر نوشته شده و توسط واندی کرتیس-هال کارگردانی شده‌است. داستان فیلم در سال ۱۹۸۳ واقع شده‌است. کری در نقش بیلی فرانک خواننده مشتاق بازی می‌کند که به همراه دوستانش لوئیز (دا برات) و روکسان (تیا تکسادا) رقصنده یک باشگاه است. تیموتی واکر (ترنس هاوارد) به آنها به عنوان خواننده / رقصنده پشتیبان یک خواننده دیگر قرارداد می‌دهد. در اولین ترانه‌ای که ضبط می‌کنند، بیلی با جولیان «دایس» بلک (ماکس بیسلی)، دی‌جی کلوپ شبانه آشنا می‌شود، که به او در کار انفرادی کمک می‌کند. در این روند بیلی و دایس عاشق هم می‌شوند.
کری کار در یک پروژه فیلم و موسیقی متن را با عنوان همه آنچه براق کننده است در سال ۱۹۹۷ آغاز کرد. با این حال، در آن دوره، ناشر وی کلمبیا رکوردز او را تحت فشار قرار داد تا آلبوم گردآوری‌شده او را به موقع برای فصل تعطیلات در نوامبر ۱۹۹۸ منتشر کند. در نتیجه، کری همه آنچه براق کننده است را در حالت تعلیق قرار داد. به دنبال این، او قصد داشت پروژه فیلم و آلبوم را برای تابستان ۲۰۰۱ به پایان برساند. فیلم‌برداری در اواخر سپتامبر ۲۰۰۰ در تورنتو و نیویورک آغاز شد. کری از وقت خود برای کار بر روی موسیقی متن فیلم به همراه اریک بنت و دا برات که در فیلم نیز حضور داشتند استفاده کرد.
این فیلم ده روز پس از انتشار موسیقی متن همراه در حملات ۱۱ سپتامبر در ۲۱ سپتامبر ۲۰۰۱ اکران شد. قبل از اکران، کری به دلیل «خستگی مفرط» و «خرابی جسمی و روحی» ناگهان در بیمارستان بستری شد. به همین دلیل، اکران فیلم و موسیقی متن فیلم به مدت سه هفته به تعویق افتاد. اکلیل به شدت توسط منتقدان بازخورد ضعیفی داشت و به بمب گیشه تبدیل شد . منتقدان از این فیلم بسیار ناامید شدند و بازی کری به عنوان بازیگر را بسیاری آماتور دانستند. همین امر باعث شد تا این فیلم نظرات منفی در سایت‌های شبکه‌های اجتماعی دریافت کند، بعداً خود کری نیز اعتراف کرد که از حضور در فیلم پشیمان شده‌است. برخی در ادامه این فیلم را یکی از بدترین فیلم‌های ساخته شده معرفی کردند. اکلیل در ۹۹۶ سالن سینمای آمریکا افتتاح شد و در هفته اول ۲٫۵ میلیون دلار درآمد کسب کرد که مجموع آن در جهان ۵٫۳ میلیون دلار بود. موسیقی متن فیلم موفقیت تجاری داشت و با فروش سه میلیون نسخه در سراسر جهان، به‌طور قابل توجهی کمتر از آثار نسخه‌های قبلی کری بود.